# نرويجيان للرحلات البحرية
نرويجيان للرحلات البحرية أو نرويجيان كروز لاين (بالإنجليزية: Norwegian Cruise Line) ، هي شركة رحلات بحرية أمريكية تأسست في عام 1966 في برمودا ومقرها ميامي في فلوريدا. وهي ثالث أكبر خط للرحلات البحرية في العالم حسب عدد الركاب، حيث تسيطر على حوالي 8,7% من إجمالي الحصة العالمية لسوق الرحلات البحرية للركاب في عام 2018. وهي مملوكة بالكامل لشركة نرويجيان لخط الرحلات البحرية القابضة.

## نبذة

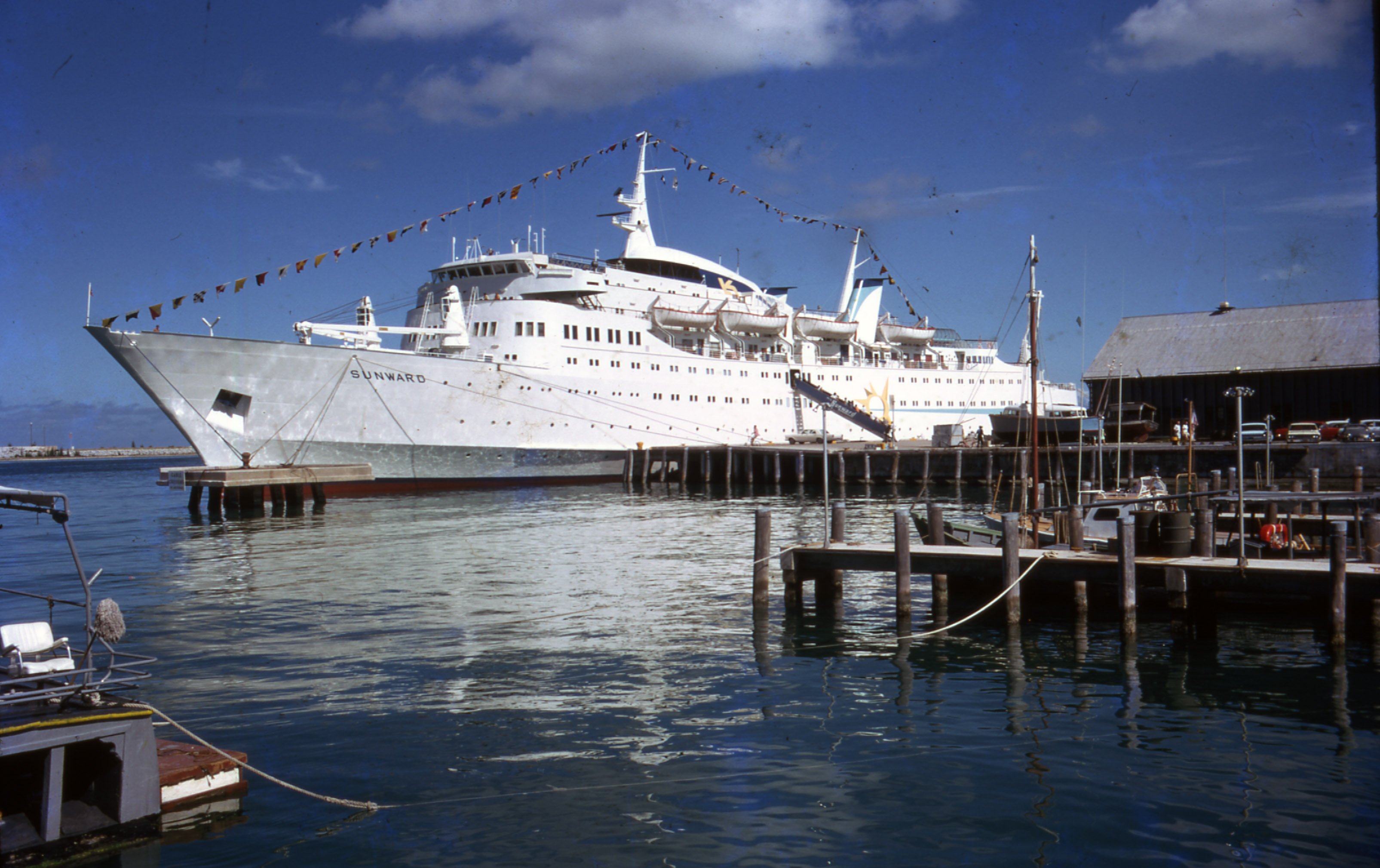
السفينة صنوارد أول سفن نرويجيان للرحلات البحرية

تم تأسيس خط الرحلات البحرية باسم خط نرويجيان كاريبيان في عام 1966 من قبل النرويجي كنوت كلوستر وتيد أريسون الإسرائيلي من خلال عبارة صنوارد سياحية التي بلغ وزنها 8666 طنًا بطول 140 مترًا، والتي كانت تعمل في عام 1966 كعبّارة للمركبات بين ساوثهامبتون في المملكة المتحدة وبين جبل طارق، وسرعان ما غادر أريسون ليقوم بتأسيس كارنيفال كوربرايشن، بينما حصل كلوستر على سفن إضافية لخدمة منطقة الكاريبي. كانت الشركة رائدة في العديد من المبادرات الأولى في صناعة الرحلات البحرية، كتسويق أول برنامج جوي بحري مشترك، والذي جمع بين أسعار تذاكر الطيران منخفضة التكلفة والرحلة البحرية. وأول خط بحري يطور موانئ جديدة في منطقة البحر الكاريبي، مثل أوتشو ريوس في جامايكا.

## الإسطول الحالي
| اسم السفينة          | بدء البناء | في الخدمة            | آخر تحديث   | الحمولة | العلم            | ملاحظات | الصورة  |
| فئة ليو              | فئة ليو    | فئة ليو              | فئة ليو     | فئة ليو | فئة ليو          | فئة ليو | فئة ليو |
| -------------------- | ---------- | -------------------- | ----------- | ------- | ---------------- | --- | ------- |
| نرويجيان سبيريت      | 1998       | 2004–الآن            | يناير 2020  | 75,904  | باهاماس          | الإسم القديم سوبرستار ليو |         |
| فئة صن               |            |                      |             |         |                  | |         |
| نرويجيان سكاي        | 1999       | 1999-2004, 2008–الآن | 2019        | 77,104  | باهاماس          | في الأصل تم بناؤه باسم "كوستا أولومبيا" ولكن تم بيعها لشركة نورويجيان أثناء البناء، وكانت تبحر تحت اسم برايد أوف أمريكا" من عام 2004 إلى عام 2008 |         |
| نرويجيان صن          | 2001       | 2001–الآن            | 2018        | 78,309  | باهاماس          | |         |
| فئة دون              |            |                      |             |         |                  | |         |
| نرويجيان ستار        | 2001       | 2001–الآن            | 2018        | 91,740  | باهاماس          | تم طلب تصنيعها تحت اسم سوبرستار ليبرا |         |
| نرويجيان دون         | 2002       | 2002–الآن            | يونيو 2016  | 92,250  | باهاماس          | تم طلب تصنيعها تحت اسم سوبرستار سكوربيو |         |
| فئة برايد أوف أمريكا |            |                      |             |         |                  | |         |
| برايد أوف أمريكا     | 2005       | 2005–الآن            | مارس 2016   | 80,439  | الولايات المتحدة | السفينة الوحيدة تحت علم الولايات المتحدة |         |
| فئة جويل             |            |                      |             |         |                  | |         |
| نرويجيان جويل        | 2005       | 2005–الآن            | نوفمبر 2018 | 93,502  | باهاماس          | |         |
| نرويجيان جايد        | 2006       | 2006–الآن            | مارس 2017   | 93,558  | باهاماس          | سابقا تحت اسم برايد اوف هاواي, وتم تعديل الإسم في 2008                                                                                            |         |
| نرويجيان بيرل        | 2006       | 2006–الآن            | فبراير 2017 | 93,530  | باهاماس          | |         |
| نرويجيان جم          | 2007       | 2007–الآن            | نوفمبر 2015 | 93,530  | باهاماس          | |         |
| فئة إيبيك            |            |                      |             |         |                  | |         |
| نرويجيان إيبيك       | 2010       | 2010–الآن            | أكتوبر 2015 | 155,873 | باهاماس          | السفينة الوحيدة ضمن الفئة |         |
| فئة بريك أواي        |            |                      |             |         |                  | |         |
| نرويجيان بريك أواي   | 2013       | 2013–الآن            | أبريل 2018  | 145,655 | باهاماس          | |         |
| نرويجيان قيتواي      | 2014       | 2014–الآن            | يونيو 2019  | 145,655 | باهاماس          | |         |
| فئة بريك أواي بلس    |            |                      |             |         |                  | |         |
| نرويجيان إيسكايب     | 2015       | 2015–الآن            | بدون        | 164,600 | باهاماس          | |         |
| نرويجيان جوي         | 2017       | 2017–الآن            | فبراير 2019 | 167,725 | باهاماس          | تم تصميمها للسوق الصيني ولكن في عام 2017 جرت أعمال التحديث ونقلت إلى السوق الأمريكي عام 2019.                                                     |         |
| نرويجيان بليس        | 2018       | 2018–الآن            | بدون        | 168,028 | باهاماس          | |         |
| نرويجيان إنكور       | 2019       | 2019–الآن            | بدون        | 169,145 | باهاماس          | تاسع أكبر سفينة سياحية في العالم. |         |

## وصلات خارجية
- الموقع الرسمي